# Олеськ
О́леськ — село в Україні, у Ковельському районі Волинської області, належить до Вишнівської сільської громади. Населення становить 856 осіб.

## Географія
Олеськ розташований за 25 кілометрів від м. Любомль, та за 90 км — від Луцька. Є автомобільне сполучення з такими містами: Володимир, Нововолинськ, Луцьк, Любомль.

## Історія
На околиці села Олеськ (з західної сторони) існувало городище часів Київської Русі. Урочище так і називається «Городище», у якому за сільськими переказами перебувала одна з частин Київської дружини під керівництвом княжича Олеся. Зі східної сторони в урочищі «Венжикове», під час прокладання лінії електропередачі до хуторів, з ґрунтом на поверхню вийняли рештки знарядь кам'яної доби (кам'яна сокира, скребок, каміння, оброблене людиною).
Олеськ вперше згадується в польських документах за 1453 рік як власність Петра, Луцького старости та в історичних документах 1564 року. Потім село належало княжатам Сангушкам, з 1565 року — панам Мацейовським, з 1760 років — графу К.Браницькому, а 3 1840-х років — різним чиновникам царизму. В 1840-х роках село стало волосним центром Вол.- Волинського повіту.
З 1768 року по 1849 рік Олеськ був власністю графа Браницького. З кінця 40-х років XIX століття, після конфіскації державою володінь Ксаверія Браницького у Володимир-Волинському повіті селяни Олеська були віднесені до категорії державних. З того часу село стало волосним центром.              
У 1869 році відкрито однокласне сільське училище.
Під час перебування у складі Польської республіки (1919—1939) село Олеськ було адміністративним центром однойменної ґміни Володимирського повіту Волинського воєводства.
Після введення радянських військ на територію Західної України у вересні 1939 року сільською сходкою у присутності представника Оваднівського повітового тимчасового управління головою сількому був обраний Гіль Олексій Антонович.
З 1934 року діяв осередок КП(З)У, осередок ОУН (1941—1951). За часів Німецько-радянської війни брали участь в радянській діючій армії — 186 чол., в УПА — 29 чол., у партизанах — 8 чол. Загинуло на фронті — 81 чол., вивезено на примусові роботи до Німеччини — 308 чол., у Сибір — 36 чол.
З перших днів окупації в селі розпочався антинацистський рух. Підпільна група розповсюджувала листівки, проводила широку агітаційну роботу серед населення, збирала зброю і боєприпаси, зривала виконання планів окупаційних властей по здачі продуктів харчування, громила відділки поліції.                
Наприкінці 1941 року підпільники розгромили нацистську каральну групу, знищивши 20 гітлерівців. 18 липня 1944 року частини Червоної Армії визволили Олеськ.
В 1947 році утворено перший колгосп в селі Ставочки (нині входить в с. Олеськ) ім. Сталіна, а в 1949 році — в с. Олеськ. З 1956 року, після реорганізації, існував колгосп ім. Шевченка, а з 2000 року — КСП ім. Шевченка.
В нинішній час в селі працює дитячий садок, бібліотека, відділення зв'язку, ЗОШ I—III ст., проводяться богослужіння в місцевій Свято-Духівській церкві, яка збудована в 1884 році.

## Населення
Згідно з переписом УРСР 1989 року чисельність наявного населення села становила 990 осіб, з яких 459 чоловіків та 531 жінка.
За переписом населення України 2001 року в селі мешкало 850 осіб.

### Мова
Розподіл населення за рідною мовою за даними перепису 2001 року:
| Мова       | Відсоток |
| ---------- | -------- |
| українська | 99,07 %  |
| російська  | 0,82 %   |

## Відомі люди
- Гіль Юрій Сергійович (1985—2015) — старший солдат, військовослужбовець 17-ї окремої танкової бригади (Кривий Ріг), учасник російсько-української війни. Загинув на Луганщині.